# Rock Against Bush
Rock Against Bush (en español "Rock contra Bush") fue un proyecto de movilización a cargo de músicos de skate punk y pop punk contra la campaña presidencial de 2004 de George W. Bush. Fue inspirado por la idea de crear un sentimiento de antiguerra y pro paz, similar al Festival de Woodstock de 1969.
La iniciativa fue de Fat Mike, líder de la banda NOFX, inspirado en la campaña Rock Against Reagan ("rock contra Reagan") de principios de la década de los 80. Incluyó conciertos en vivo, una serie de álbumes compilatorios y estuvo asociado al sitio web Punkvoter. Su objetivo era animar a la gente, en especial a los fanáticos del punk, para juntar votos y oponerse a Bush.

## Discografía
- Rock Against Bush, Vol. 1 (20 de abril de 2004)
- Rock Against Bush, Vol. 2 (10 de agosto de 2004)

- Datos: Q2142476